# 로버트 볼트윈
로버트 볼드윈(Robert Baldwin)은 일본에서 활발히 활동 중인 캐나다인 탤런트이다. 예능 프로덕션 리믹스 소속이었으나 2009년 7월 12일을 기점으로 계약이 종료되어 현재는 프리랜서로 활동 중이다.

## 출연작

### TV 드라마
- 2005년 ~ 2006년 초성함대 세이저X - 골드세이저
- 2013년 ~ 2014년 수전전대 쿄류저 - 라미레스 역